# Casa Dawson-Vanderhorst
La Casa Dawson-Vanderhorst, es una residencia histórica ubicada en Aiken, Carolina del Sur, Estados Unidos.

## Historia
La casa es una de las más antiguas que quedan en el condado de Aiken. En 1785, Charles Richmond adquirió la propiedad mediante concesión. Poco después parece que se construyó la casa. Hay una serie de características arquitectónicas en la casa que son representativas de la época en la que fue construida. La casa está en una propiedad privada rodeada de árboles altos y matorrales. La residencia fue inscrita en el Registro Nacional de Lugares Históricos el 29 de junio de 1976.